# Bet Shemesh
Bet Shemesh (in lingua ebraica בית שמש) è una città israeliana appartenente al distretto di Gerusalemme. Secondo l'Ufficio Statistico Centrale Israeliano (CBS), alla fine del 2006 la città aveva una popolazione di 64 800 abitanti.

## Storia e archeologia
L'antica città di Bet Shemesh (Dimora del Sole in ebraico) ricevette il proprio nome dal dio solare dei Babilonesi, Šamaš. I resti dell'anticà città risalente all'epoca biblica possono essere ancora ammirati sulla collina di Bet Shemesh situata nei pressi della città odierna. Qui è stata scoperta la più antica forgia per il ferro nel 2003. Inoltre si possono ammirare i resti di un'antica città fortificata con un moderno sistema idrico, risalente all'epoca dei primi regni della Giudea. In tutti gli scavi del sito sono state ritrovate ossa di animali kosher, suggerendo la presenza nel luogo di un insediamento di ebrei risalente all'epoca dei primi sovrani biblici, in netto contrasto con altri siti archeologici della regione come Maresha e Lachish.
Durante le invasioni dei Babilonesi della Giudea il sistema idrico di Shemesh venne sigillato e ricoperto e venne riscoperto soltanto nel 2004.

## La città moderna
Nel 1948 Bet Shemesh era un posto di blocco militare di confine posto a presidiare l'accesso alla linea ferroviaria diretta a Gush Etzion. Il blocco militare venne chiuso e riaperto successive volte nel tempo ed è stato tenuto a turno sia da israeliani che dai militari egiziani. Nel 1949 dopo la creazione dello Stato d'Israele, la regione divenne l'insediamento di coloni ebrei provenienti dalla Romania, dal Marocco e dal Kurdistan.
Precedentemente al 1948 l'area di Ramat Bet-Shemesh era il sito di un vasto insediamento arabo di nome Bet Natif. Alcune zone della regione ancora appartiene al kibbutz di Netiv Halamed Heh. A sua volta l'insediamento arabo era edificato sui resti di un'antica città giudea, le cui testimonianza comprendono resti di mosaici, antiche cantine ed altre costruzioni risalenti al periodo dei re Asmonei ed a periodi ancora precedenti. L'area è ancora oggetto di disputa per la sua conservazione, per la quale si sta battendo lo studioso Gil Karasanty che si sta adoperando per sollecitare tramite stampa e televisione una risposta concreta da parte delle autorità d'Israele.
Nel 1977 il giornale Haaretz sottolineò in una sua inchiesta il fatto che Bet Shemesh fosse una roccaforte del movimento politico di Menachem Begin, il Likud. Durante la sua campagna elettorale, Begin promise di riorganizzare la regione e dopo la sua salita al potere la città assistette a una pioggia di investimenti che diedero un rapido impulso al suo sviluppo. Nacquero nuovi insediamenti, a partire dal 1990, soprattutto da parte di emigrati dalla Russia, provenienti da villaggi di ebrei che erano riusciti a tenere nascosto il loro credo alla fede ebraica dagli occhi indiscreti del regime sovietico. In seguito si assistette a nuovi flussi migratori soprattutto dagli Stati Uniti e da altri paesi di lingua anglosassone.
Successivamente vennero costruiti ulteriori insediamenti per ospitare ebrei ultra-ortodossi e alcune famiglie di palestinesi filo-israeliane che non accettavano di restare sotto le autorità palestinesi, dando così vita nel 1998 alle comunità di Bet Shemesh A e Bet Shemesh B. Nel 2002 una numerosa comunità di ebrei etiopi ha raggiunto gli insediamenti di Bet Shemesh, diventandone una componente predominante.
Nel 2002 a seguito di aspri contrasti tra la comunità degli ultra-ortodossi e il resto della popolazione, venne progettata la costruzione di un nuovo insediamento con il nome di Hashachar, che, a causa del persistere delle tensioni tra le due opposte realtà, non venne mai terminato.

## Amministrazione

### Gemellaggi
- Nordhausen
- Spalato, dal 1994[2]